# گمینا نگسکو
گمینا نگسکو (به لهستانی:  Gmina Nisko) یک گمینا در لهستان است که در شهرستان نگسکو واقع شده‌است. گمینا نگسکو ۱۴۲٫۴۴ کیلومتر مربع مساحت و ۲۲٬۴۹۳ نفر جمعیت دارد.